# Sport au Burkina Faso

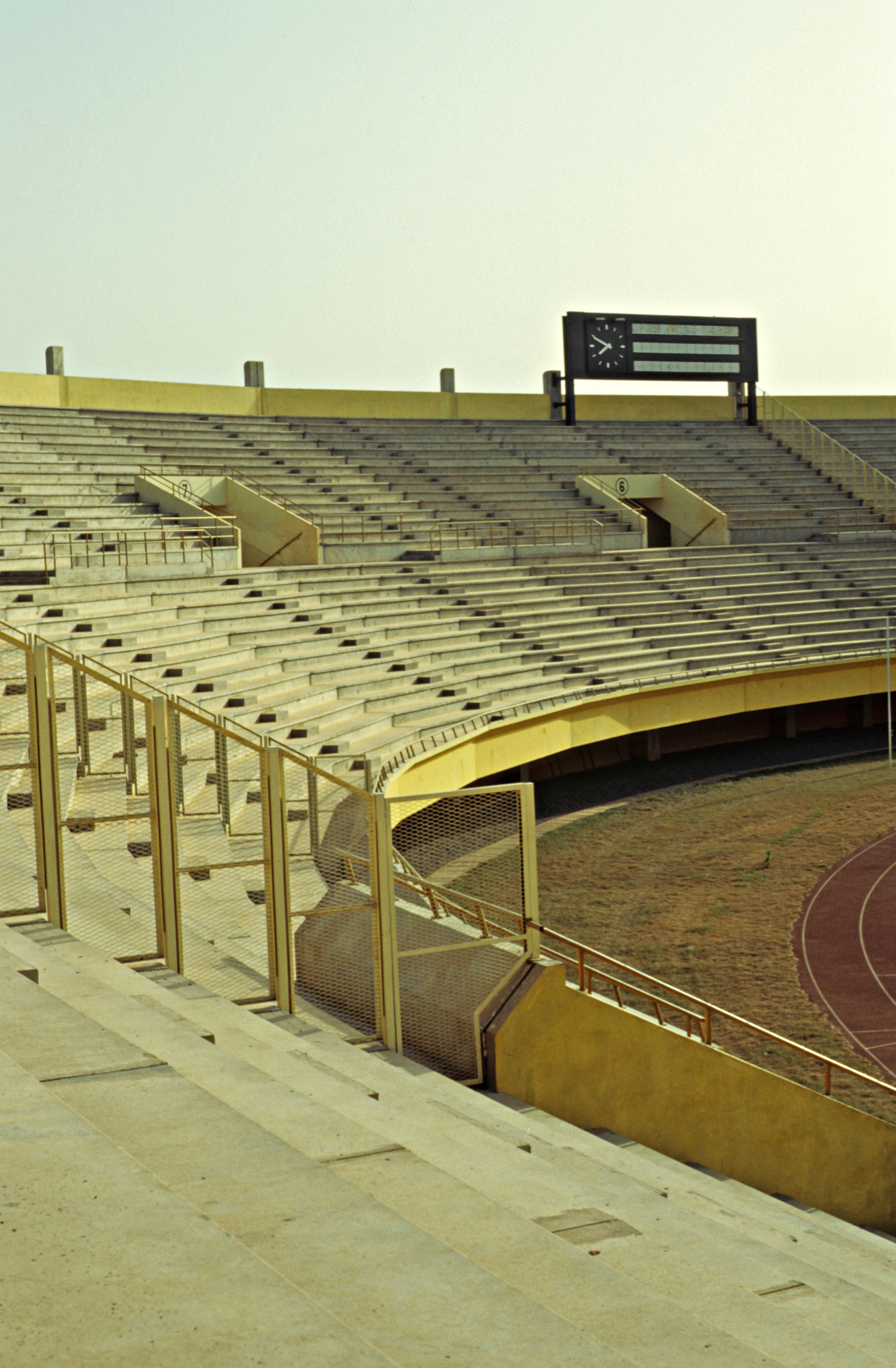
Burkina Faso: Stade Omnisports de Bobo-Dioulasso

Le sport au Burkina Faso est essentiellement basé sur le football, le cyclisme, la lutte, le handball, le basket-ball et la boxe.

## football
Le football est très populaire au Burkina Faso. L'équipe nationale est surnommée "Les Étalons" en référence au légendaire cheval de la Princesse Yennenga.

## Cyclisme
Le Burkina Faso organise une des principales courses cyclistes d'Afrique, le Tour du Faso.

## Lutte
Le Burkina Faso a remporté 5 médailles (3 en argent et 2 en bronze) en lutte africaine aux Jeux de la Francophonie 2017 d'Abidjan. Le pays a remporté sa première médaille en lutte libre aux Championnats d'Afrique de lutte 2019.

## Jeux olympiques
Burkina Faso a envoyé des athlètes à chacun des Jeux olympiques d'été depuis 1988. Sous son précédent nom de Haute-Volta, le pays a aussi participé à ceux de  1972. Malgré sa participation à sept Jeux différents, le Burkina Faso n'a jamais gagné de médaille jusqu'à maintenant. Aucun athlète du Burkina Faso n'a participé aux Jeux olympiques d'hiver.

## Art martiaux
Les arts martiaux évoluent timidement  au Burkina Faso. Il y a des champions tels que Israël Mano au MMA,, et les frères Sanou au Karaté-do.